# Spinomantis peraccae
Spinomantis peraccae (Boulenger, 1896) è una rana della famiglia Mantellidae, endemica del Madagascar.
L'epiteto specifico è un omaggio all'erpetologo Mario Giacinto Peracca (1861-1923).

## Descrizione
Spinomantis peraccae è lunga circa 3,5-4,5 centimetri ed è una delle poche rane arboricole ad avere le dita prive di lobi adesivi o di spine. Solitamente ha una livrea marrone o verde chiaro con molte macchie marroni di forma circolare anche se esistono variazioni di colore più scuro in taluni esemplari.

## Biologia

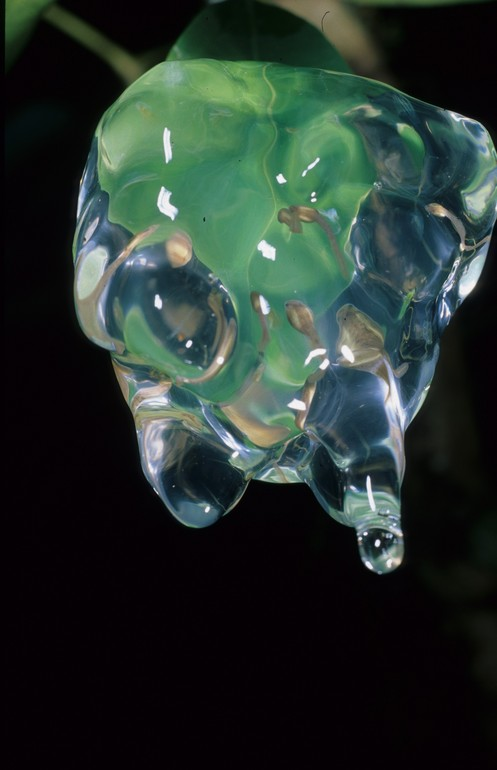
Uova

Si tratta di una specie arboricola che non è possibile reperire in habitat alterati dalla presenza antropica. Depone le uova sulle foglie e i girini si sviluppano in corsi d'acqua lenti. A causa dell'agricoltura di sussistenza e dell'intenso sfruttamento malgascio del territorio il suo habitat si sta rapidamente riducendo.

### Riproduzione
Il richiamo di accoppiamento di questa specie consiste di una singola breve nota, di durata circa 75 ms e di frequenza compresa 1.2 e 4.2 kHz, che può essere descritta come un 'pom'.

## Distribuzione e habitat
La specie è endemica del Madagascar. Ha un areale relativamente esteso che abbraccia la parte orientale dell'isola, da 500 a 2000 m di altitudine.